# Janvier 1801

## Événements
- 1er janvier :

1 janvier 1801 : l'Union Jack

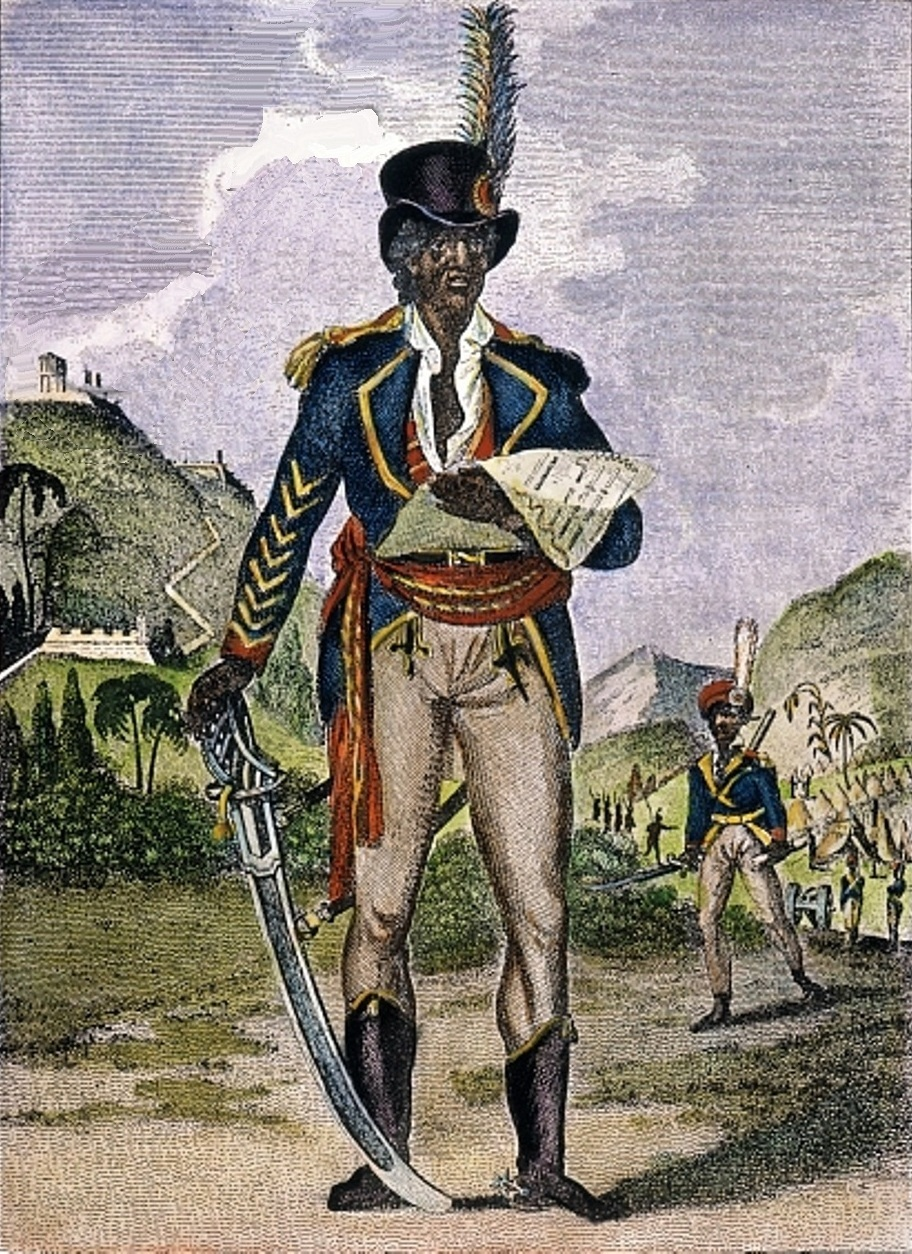
Toussaint Louverture

  - L'Acte d'Union réunit l'Irlande à la Grande-Bretagne[1]. L'Union Jack devient le drapeau officiel du Royaume-Uni.
  - Giuseppe Piazzi, directeur de l'observatoire de Palerme en Sicile, découvre le premier astéroïde, Cérès.

- 5 janvier, France : le Sénat vote un « sénatus-consulte » permettant la déportation sans jugement de 133 Jacobins figurant sur une liste établie par Fouché[2].

- 14 janvier, Russie (2 janvier du calendrier julien) : Paul Ier demande à Louis XVIII de quitter Mitau pour Kiel et lui retire sa pension[3].

- 16 janvier : armistice de Trévise conclu par les Autrichiens[4].

- 24 janvier, Russie (12 janvier du calendrier julien) : Paul Ier ordonne au général Orlov, hetman des Cosaques du Don, de marcher sur les colonies britanniques des Indes avec 22 500 hommes. Orlov part le 11 mars (27 février) pour Orenbourg[5].

- 27 janvier :
  - Traité de commerce britannico-persan à l’issue de la première mission Malcolm auprès du chah de Perse[6]. Exemption fiscales pour les commerçants britanniques et indiens. Londres promet une assistance militaire en cas d’agression française, russe ou afghane. Le shah renonce à signer la paix avec l’émir afghan tant qu’il maintient ses prétentions sur les possessions britanniques en Inde.
  - Toussaint Louverture entre dans Santo Domingo. Il prend possession de la partie espagnole de Saint-Domingue[7].
  - France : loi du 7 pluviôse an IX, instituant le secret de l'instruction.

- 30 janvier, Russie (18 janvier du calendrier julien) : Paul Ier proclame l’annexion de la Géorgie après la mort du dernier roi géorgien George Ira Klievitch le 28 décembre 1800. La Géorgie intègre l’Empire russe le 12 septembre[8]. Les nombreux soulèvements qui éclatent localement n’empêchent pas la Russie d’étendre son influence sur toute la région.

## Naissances
- 1er janvier : Guglielmo Libri Carucci dalla Sommaja, mathématicien italien († 28 septembre 1869)
- 14 janvier : Adolphe Brongniart, botaniste français († 18 février 1876)
- 20 janvier : Hippolyte Bayard, inventeur et photographe français († 14 mai 1887)
- 28 janvier : Victor Adam, peintre français († 1886).

## Décès
- 2 janvier : Johann Kaspar Lavater, écrivain, philosophe, poète et théologien protestant suisse d’expression allemande (Zurich) (° 15 novembre 1741).
- 11 janvier : Domenico Cimarosa, compositeur italien (° 17 décembre 1749).
- 13 janvier : Robert Orme, historien anglais (° 25 décembre 1708).
- 30 janvier : François Topino-Lebrun, peintre français (° 11 avril 1764).